# 弘法寺 (市川市)
弘法寺（ぐほうじ）は、千葉県市川市真間四丁目にある日蓮宗の本山（由緒寺院）。山号は真間山。

## 概要
奈良時代、行基が真間の手児奈の霊を供養するために建立した求法寺がはじまりとされる。平安時代、空海が伽藍を構えて弘法寺と改称したという。その後、天台宗に改宗した。鎌倉時代、日蓮の布教を受けて、時の住持・了性法印が法華経寺・富木常忍と問答の末やぶれ、日蓮宗に改宗した。常忍の子で日頂を初代の貫首とした。大檀那の千葉胤貞より寺領の寄進を受ける。室町時代、山下に真間宿または市川両宿といわれる門前町が発展した。徳川家康より朱印地30石を与えられる。江戸時代、徳川光圀が来訪し茶室に遍覧亭という号を贈る。紅葉の名所として知られ、諸書に弘法寺の紅葉狩りのことが記されている。戊辰戦争の際は、一時、東北方面へ逃れる幕府軍が逗留した。手児奈霊堂付近にあった末寺の大林院では土方歳三も軍議に加わっている。幕府軍が去ったあと弘法寺が官軍が陣を構えて市川・船橋戦争が始まる。弘法寺は明治時代、火災のため諸堂は焼失した。その後、再建され現在に至る。境内には、日蓮の真刻と伝える大黒天を祀る大黒堂、鐘楼、仁王門、伏姫桜とよばれる枝垂桜があり、小林一茶、水原秋桜子、富安風生などの句碑がある。境内には弘法寺古墳（前方後円墳）、真間山古墳（円墳；未調査）がある。
現住は82世・鈴木日晋貫首（台東区経王寺より晋山）。池上法縁五本山のひとつ。

## 歴史
- 737年（天平9年）行基は求法寺を建立する[1][2]。
- 822年（弘仁13年）空海は伽藍を整備し弘法寺と改称する[1][2]。
- 881年（元慶5年）天台宗に改宗する。
- 1275年（建治元年）住持・了性法印と法華経寺・富木常忍は法論し日蓮宗に改宗する[1]。
- 1275年（建治元年）日頂は改宗開山となる[2]。
- 1275年（建治元年）弘法大師像を總持寺に移す[3]。
- 1323年（元亨3年）千葉胤貞より寺領の寄進を受ける[4][1]。
- 1380年（康暦2年）天台宗の僧・玄妙（顕本法華宗の祖）は弘法寺に帰伏し日什と改名する。
- 1457年（長禄元年）太田道灌は茶室を寄進する[2]。
- 1501年（文亀元年）弘法寺7世・日与は手児奈霊神堂を建立する。
- 1591年（天正19年）徳川家康は朱印地30石を与える[1]。
- 1695年（元禄8年）徳川光圀は茶室に遍覧亭という号を贈る[1]。
- 1888年（明治21年）火災により諸堂を焼失[1]。
- 1890年（明治23年）諸堂を再建する[1]。
- 1972年（昭和47年）本堂が鉄筋コンクリートで再建[2]
- 1976年（昭和51年）立大黒天神殿が造立[2]

## 伽藍・境内
本殿
客殿
祖師堂
大黒堂
龍神堂
赤門
真間道場
仁王門
鐘楼堂
寂光土観音
手児奈霊神堂

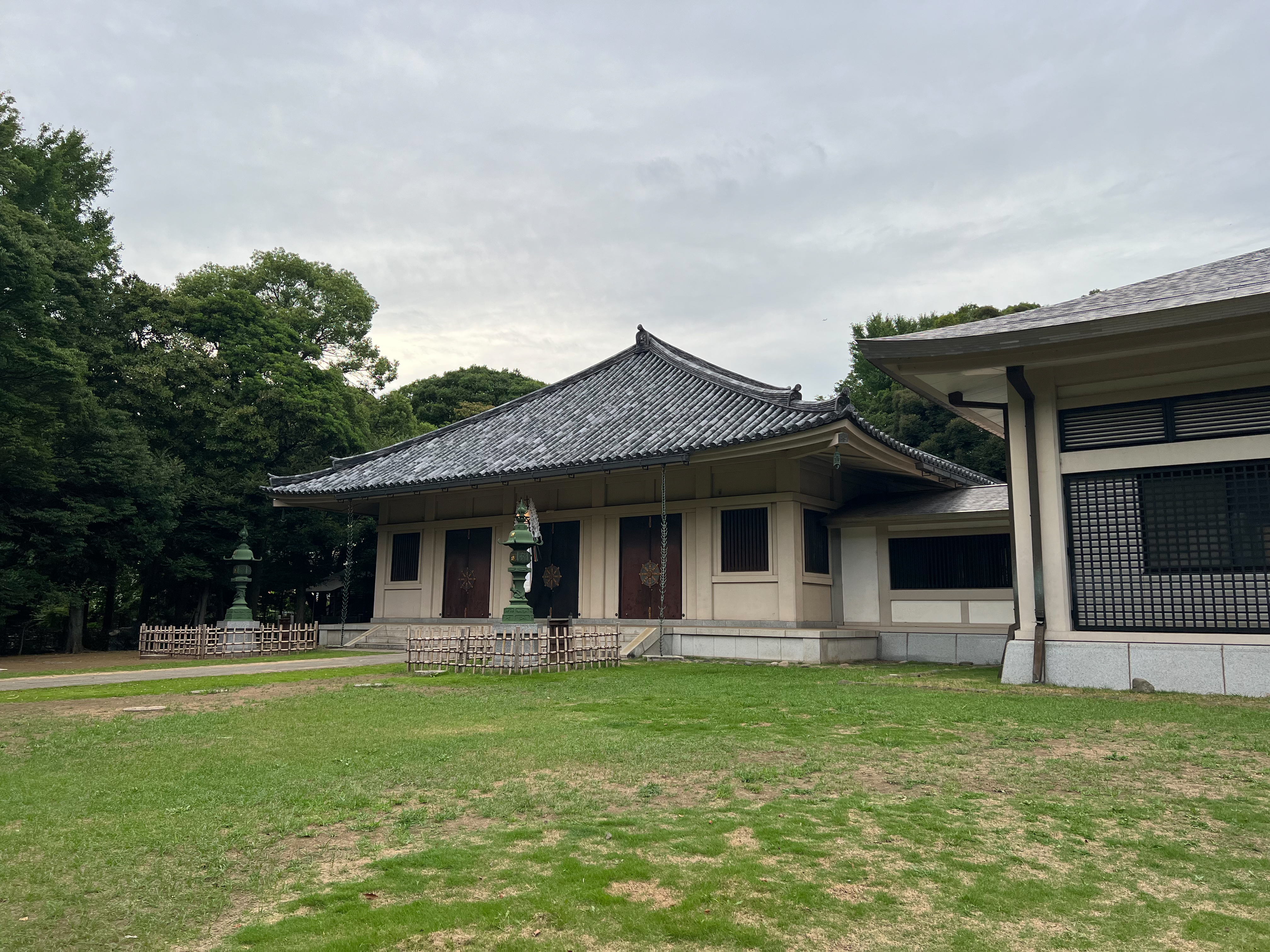
本殿
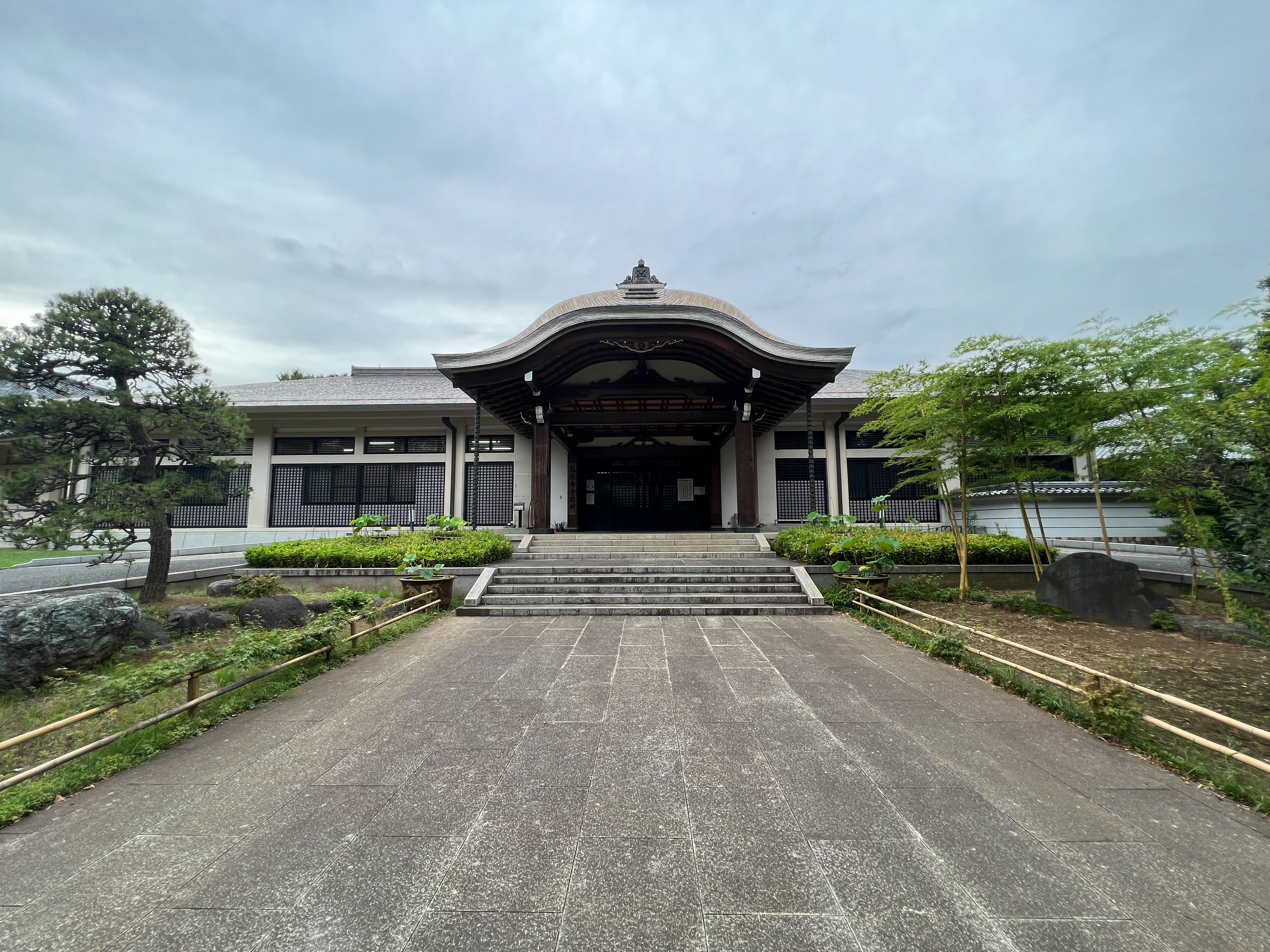
客殿
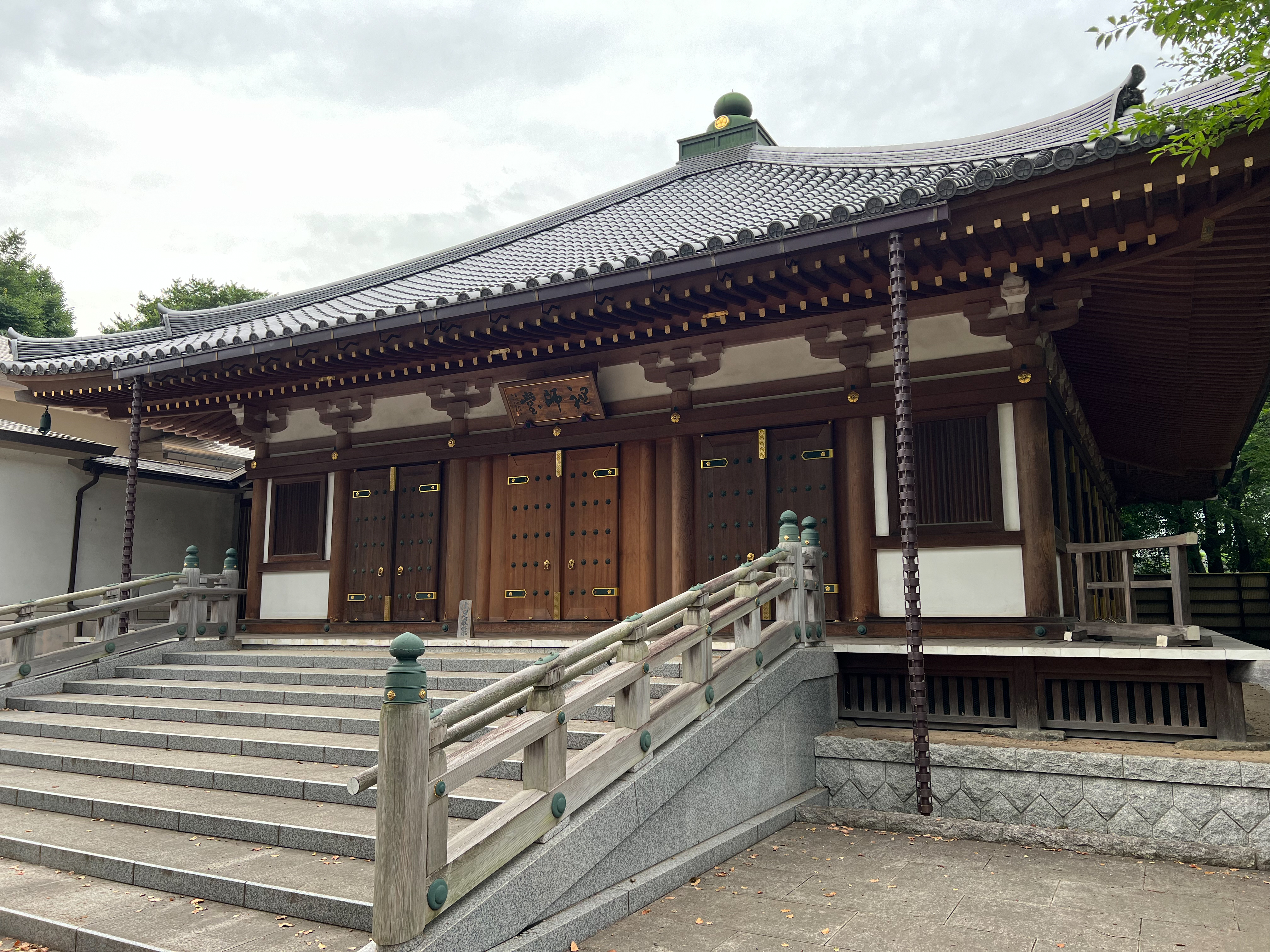
祖師堂
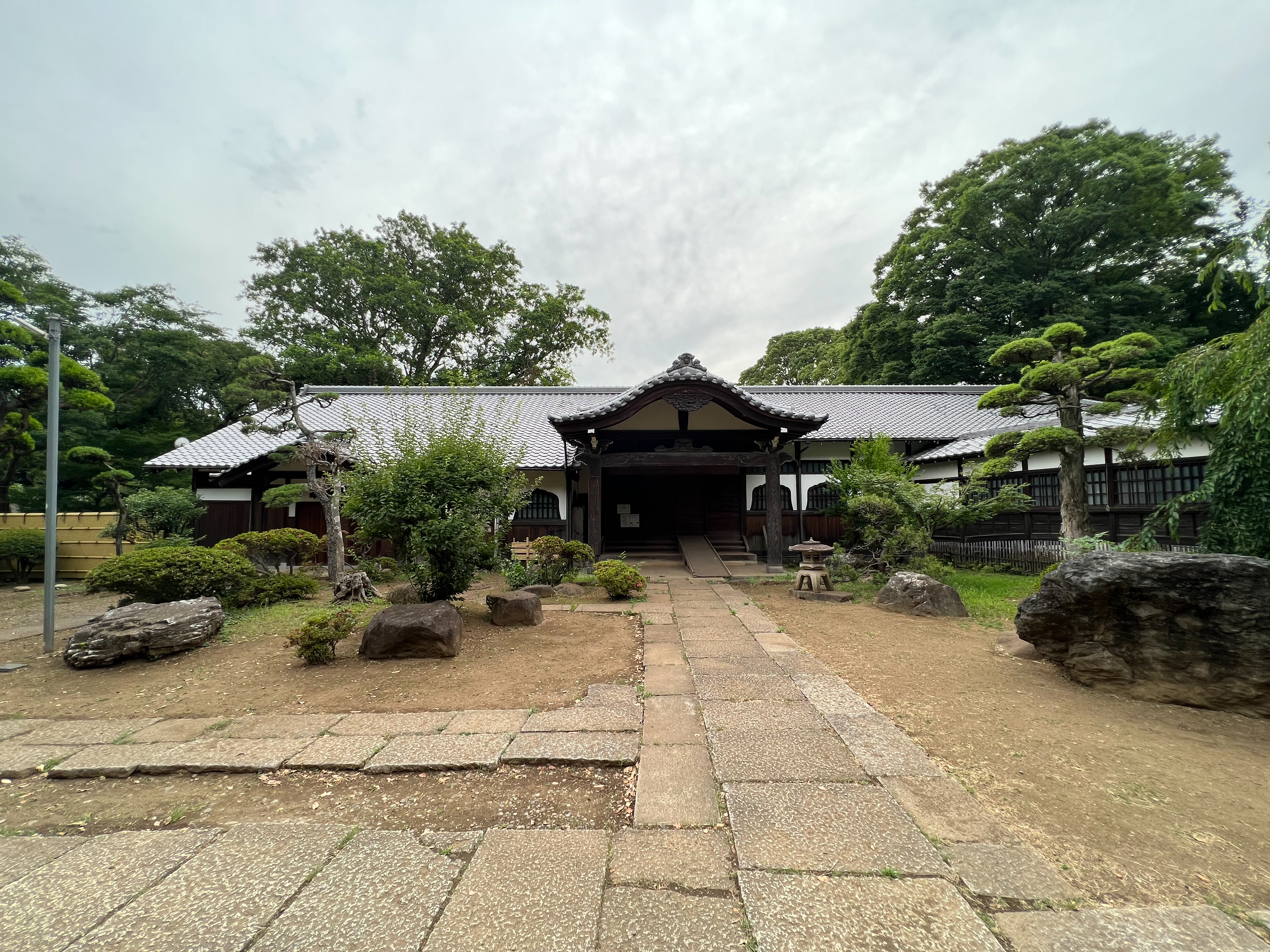
真間道場
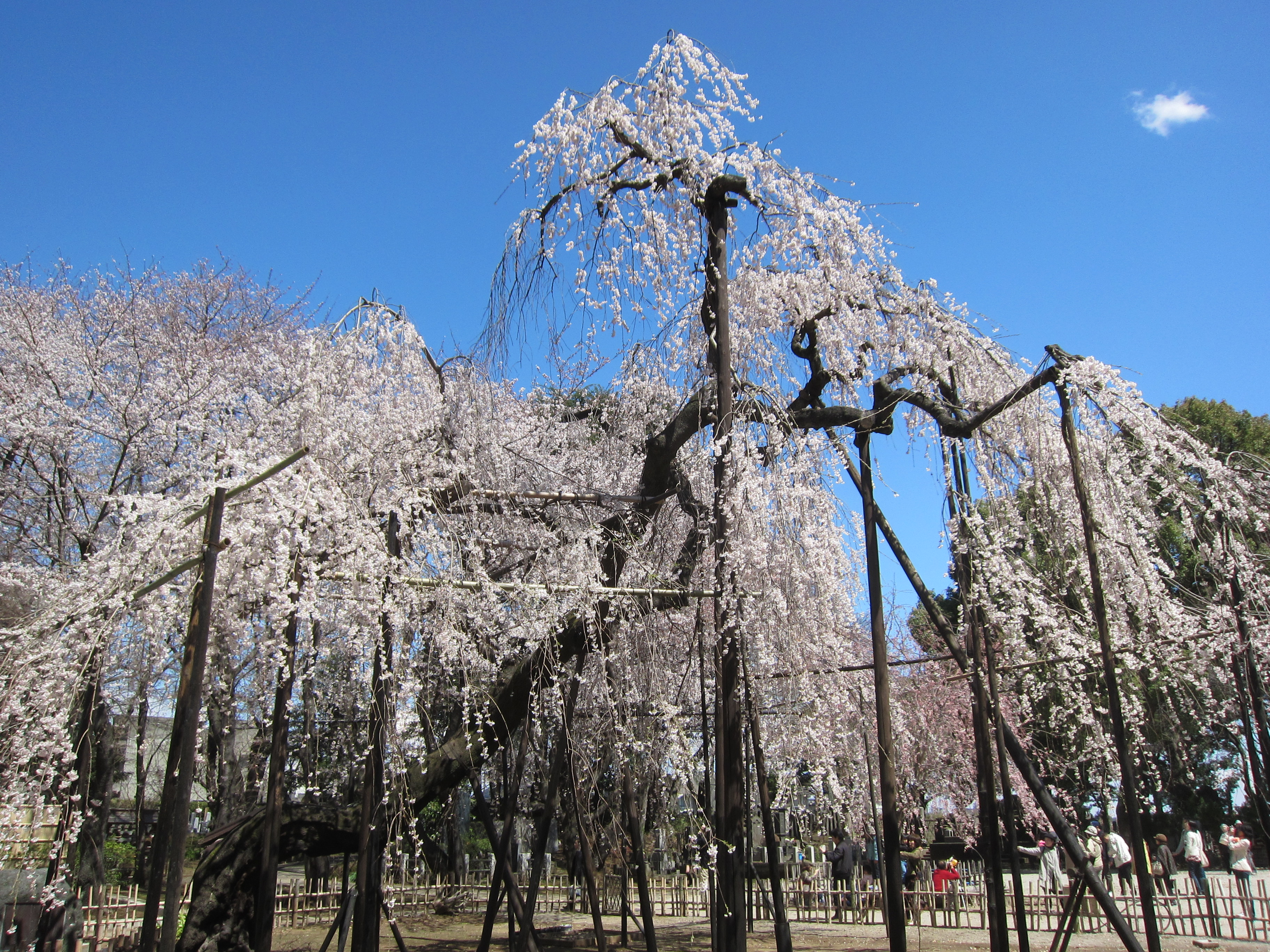
樹齢400年の伏姫桜
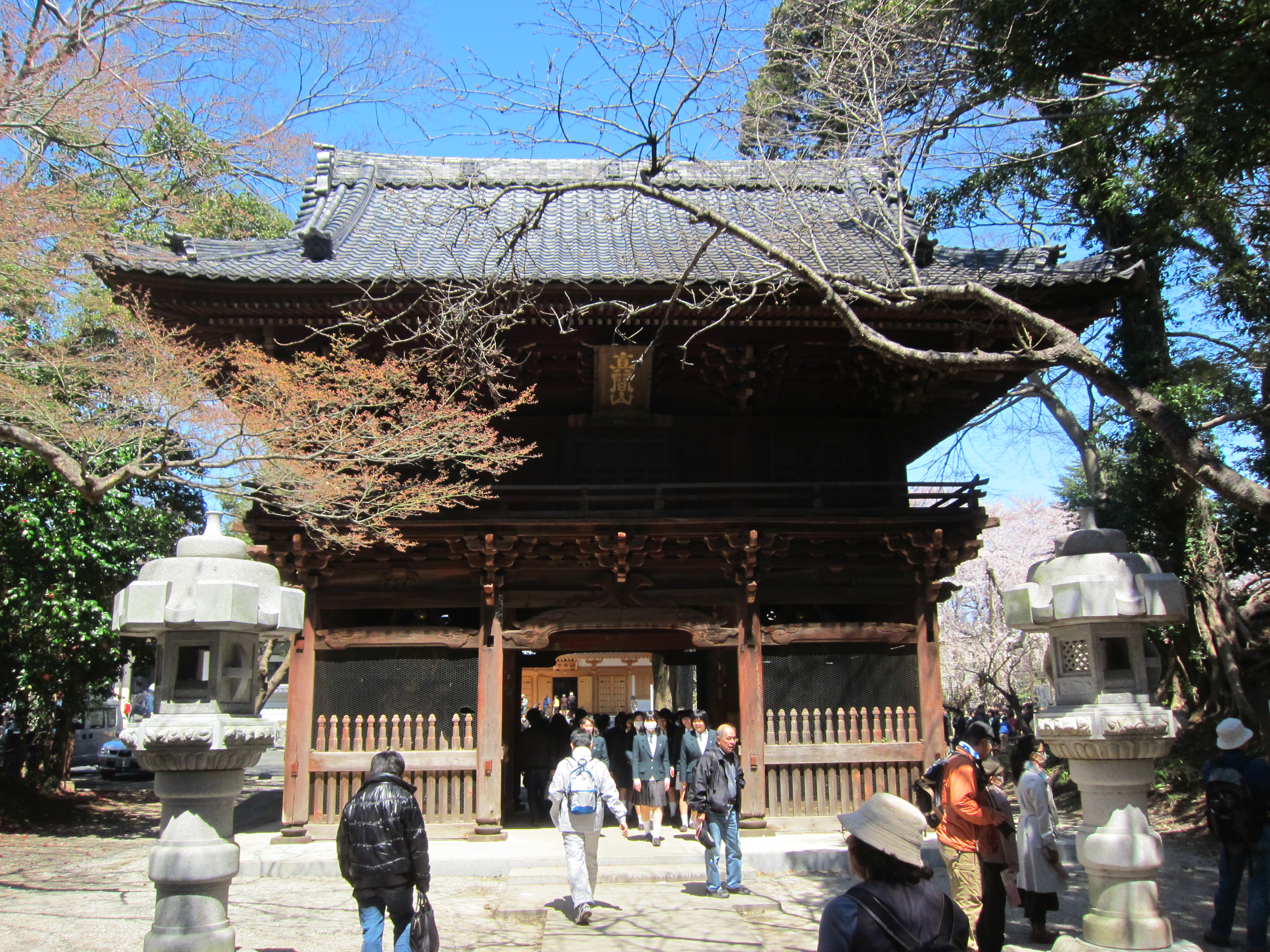
仁王門

## 文化財
- 真間万葉顕彰碑（真間女墓）市川市指定有形文化財

## 涙石

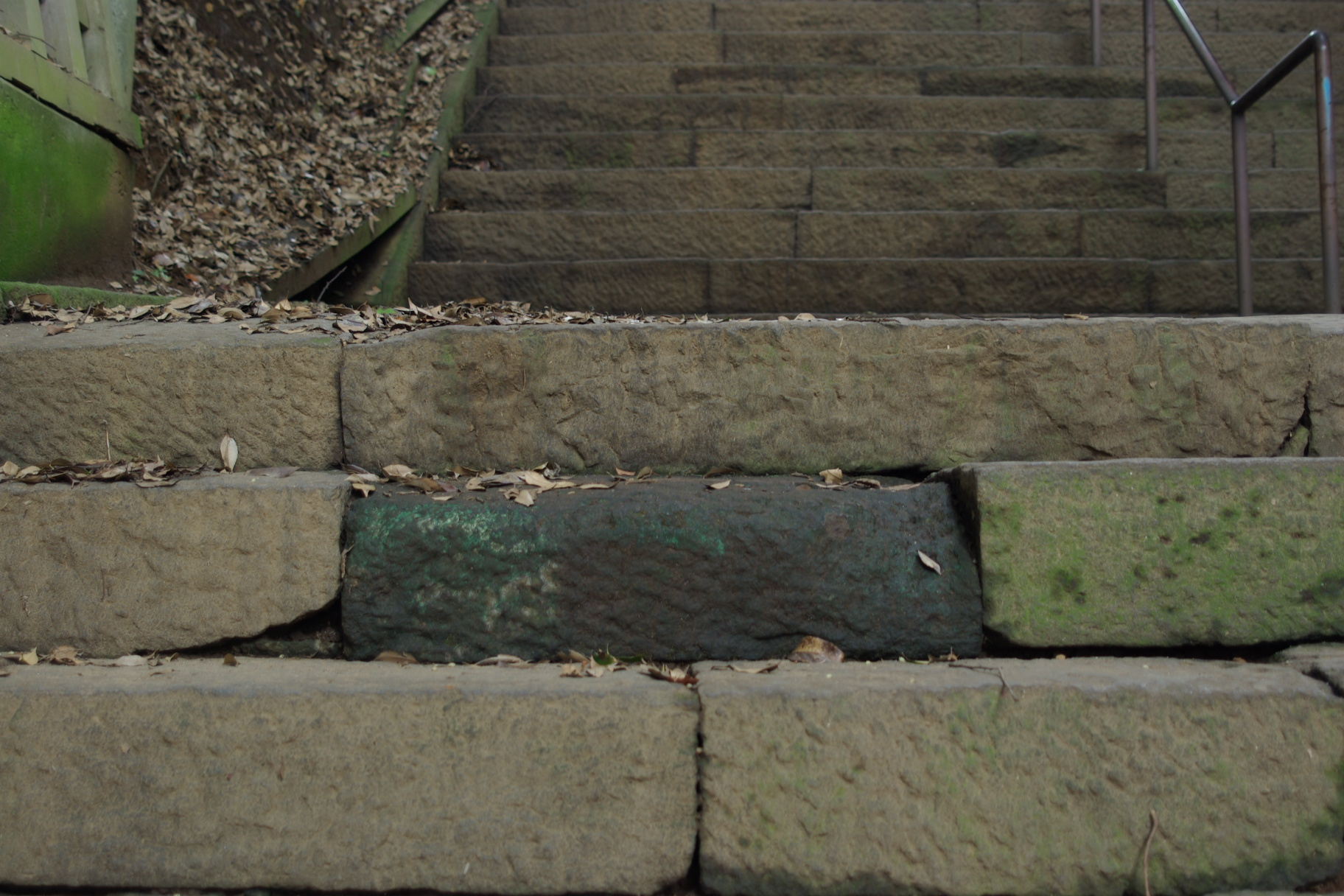
涙石

正面石段の下から27段目にある石。石段は千個以上の石からなるが、この石だけ涙を流すかのように濡れ続けている。
江戸時代に、作事奉行の鈴木長頼が日光東照宮の造営のために使う石材を伊豆から船で運ぶ途中、市川の根本付近にさしかかった時に船が動かなくなり、積んでいた石を勝手に近くの弘法寺の石段に使用してしまった。長頼は幕府から責任を追及され石段で切腹。その時の無念の血と涙が染み込んでいるという伝承がある。
また、市川市には水脈が多く300以上の湧き水があり、たまたま石の一部が水脈に触れているのではないかとの説もある。

## 旧末寺
日蓮宗は1941年（昭和16年）に本末を解体したため、現在では旧本山・旧末寺と呼びならわしている。
- 東光山玄授院（千葉県市川市市川）塔頭・三院家
- 玉泉山安國院（千葉県市川市市川）塔頭・三院家
- 妙行山龍泉院（千葉県市川市市川）塔頭・三院家
- 真間山亀井院（千葉県市川市真間）塔頭
- 朝日山大林院（茨城県桜川市真壁町古城）元塔頭
- 法頂山妙國寺（茨城県結城市穀町）真間三妙國寺 首座
- 法頂山妙國寺（福井県福井市大宮）真間三妙國寺 二座
- 法頂山妙國寺（新潟県上越市寺町）真間三妙國寺 三座
- 開会山妙関寺（福島県白河市金屋町）
  - 妙関寺 末：多宝山長福院（福島県石川郡石川町大字沢井字大池下）
  - 妙関寺 末：那須山喰初寺（栃木県那須郡那須町大字湯本）
- 法頂山妙建寺（栃木県小山市宮本町）
- 如意山妙唱寺（栃木県栃木市嘉右衛門町）
- 品量山永寿寺（群馬県前橋市本町）
- 法久山善養寺（茨城県筑西市下星谷）
- 正光山大雄寺（埼玉県三郷市高州）
- 龍泉山頂源寺（埼玉県吉川市加藤）
- 青鳥山妙昌寺（埼玉県東松山市神戸）
- 経王山宗信寺（埼玉県比企郡嵐山町大字鎌形）
- 法蓮山光照寺（埼玉県比企郡嵐山町大字千手堂）
- 頂光山本妙寺（千葉県流山市後平井）
- 感応山本覚寺（千葉県流山市西平井）
  - 本覚寺 末：法榮山真住院（千葉県野田市二ツ塚）
- 梅本山常與寺（千葉県流山市流山）
- 頂経山妙蓮寺（千葉県我孫子市根戸）
- 頂与山真隆寺（千葉県松戸市紙敷）
- 頂光山傳法寺（千葉県松戸市紙敷）
- 頂昌山本法寺（千葉県松戸市和名ケ谷）
- 塚越山大正寺（千葉県松戸市松戸）
- 法教山浄安寺（千葉県松戸市中矢切）
- 法順山正讃寺（千葉県市川市本行徳）
- 真光山妙頂寺（千葉県市川市本行徳）
- 宮道山頂円寺（千葉県市川市宮久保）
- 弘真山浄言寺（千葉県市川市菅野）
- 頂流山東光寺（千葉県市川市須和田）
- 弘妙山経王寺（千葉県市川市国分）
- 成就山妙福寺（千葉県南房総市富浦町南無谷）
- 法光山蓮昌寺（東京都葛飾区小菅）
- 妙見山法性寺（東京都墨田区業平）
  - 法性寺 末：星王山妙見寺（宮城県白石市柳町）
    - 妙見寺 末：久栄山法玄寺（宮城県気仙沼市入沢）
    - 妙見寺 末：瑞雲山薬師寺（宮城県白石市福岡蔵）
    - 妙見寺 末：大覺山日泰寺（宮城県柴田郡大河原町）
- 光照山感応寺（東京都台東区谷中）
- 長光山龍泉寺（東京都台東区谷中）
- 品量山大蓮寺（福井県勝山市沢町）

## 交通アクセス
- JR総武線
  - 市川駅から徒歩15分。
- 京成電鉄京成本線
  - 国府台駅から徒歩10分。
  - 市川真間駅から徒歩10分。